# بيدرو بلتران (لاعب كرة قدم)
بيدرو بلتران (بالإسبانية: Pedro Beltrán)‏ هو لاعب كرة قدم مكسيكي، ولد في 29 يونيو 1988. لعب مع Murciélagos F.C. ‏.